# Fernando Fourcade
Fernando Fourcade (Alicante, 9 de diciembre de 1964) es un jinete español que compite en salto ecuestre.
Participó en los Juegos Ecuestres Mundiales de 1998 consiguiendo el 15.º puesto en saltos por equipos y en los de 1994 en La Haya, donde fue 12.º en saltos por equipos.
En 1992 ganó el Gran Premio de Gijón en el Concurso de Saltos Internacional de Gijón y en 1993 el Gran Premio Ciudad de Barcelona en el Concurso de Saltos Internacional de Barcelona.